# Dicranomyia (Dicranomyia) defuncta
Dicranomyia (Dicranomyia) defuncta is een tweevleugelige uit de familie steltmuggen (Limoniidae). De soort komt voor in het Nearctisch gebied.